# Jan Ewangelista Mocko

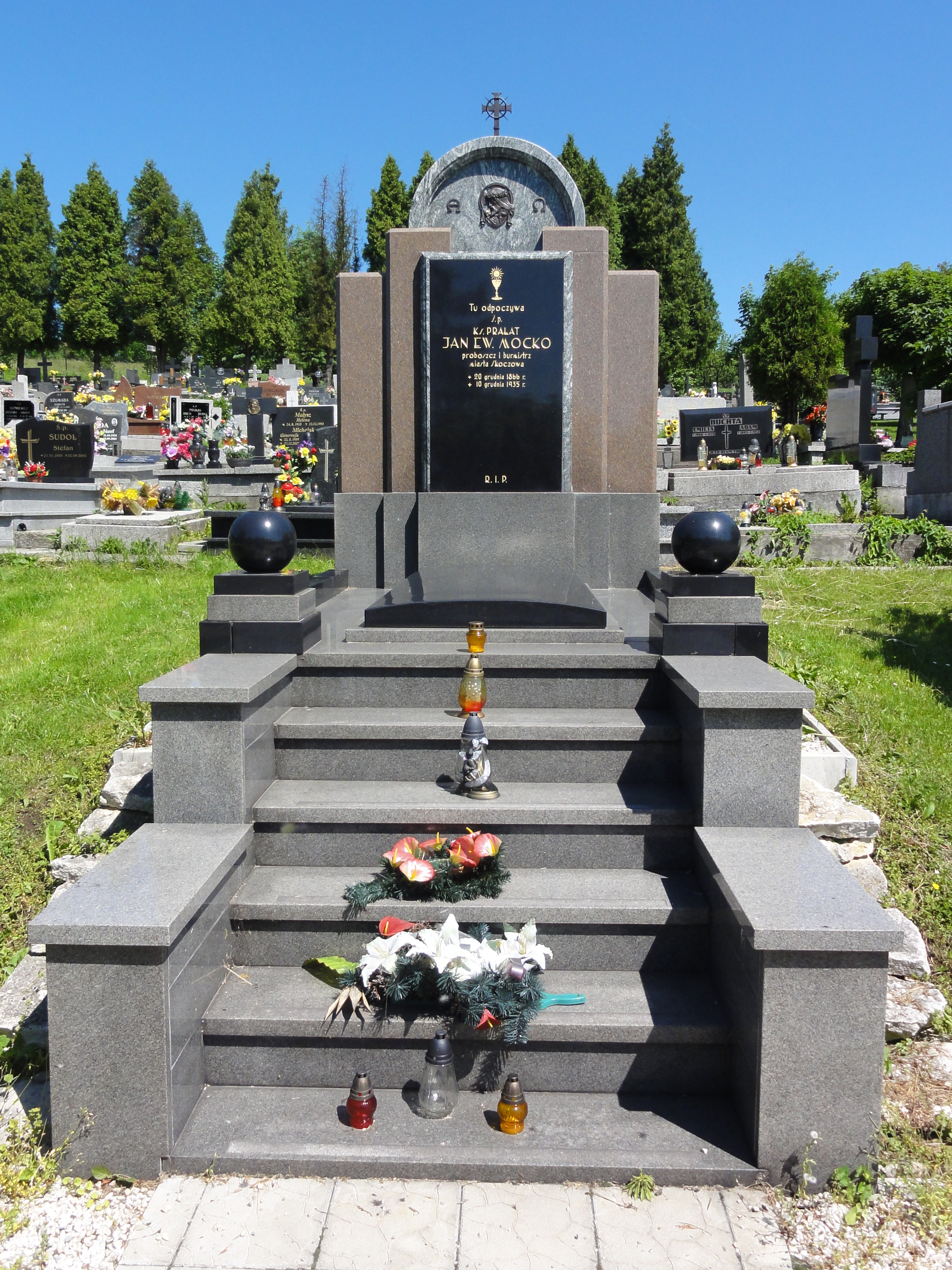
Grób ks. Jana Ewangelisty Mocko na Wiślickim Kopcu

Jan Ewangelista Mocko (ur. 20 grudnia 1866 w Rudzicy – zm. 10 grudnia 1935 w Cieszynie) – ksiądz katolicki, długoletni proboszcz parafii rzymskokatolickiej i burmistrz w Skoczowie na Śląsku Cieszyńskim.

## Życiorys
W 1885 został przyjęty na studia do Akademii Handlowej w Wiedniu, ale szybko przeniósł się na studia teologiczne do księży jezuitów w Innsbrucku. Święcenia kapłańskie przyjął 26 lipca 1891. 2 lutego 1900 objął probostwo w Skoczowie. Z jego inicjatywy została m.in. zbudowana nowa, obecna kaplica pw. św. Jana Sarkandra na Kaplicówce. Jego też staraniem powstał drugi cmentarz katolicki na Wiślickim Kopcu, zwany „nowym”. Ks. prałat Mocko poświęcił go 1 listopada 1923 r. Sam również spoczął na nim w grudniu 1935 r.
Był aktywistą Związku Śląskich Katolików, od 20 maja 1920 r. przewodniczącym rady powiatowej tej partii. W latach 1923–1935 sprawował urząd burmistrza Skoczowa. Urząd ten sprawował aż do śmierci. W 1924 roku doprowadził do pełnego zrównoważenia budżetu miasta. W 1928 wprowadził elektryczne oświetlenie. Zadbał o rozwój przestrzenny miasta, uporządkowanie ulic i ich upiększenie zielenią.